# الجائزة العالمية للرواية العربية
الجائزة العالمية للرواية العربية (بالإنجليزية: International Prize for Arabic Fiction)؛ جائزة أدبية من الجوائز المرموقة في العالم العربي.
تهدف الجائزة إلى مكافأة التميّز في الأدب العربي المعاصر، ورفع مستوى الإقبال على قراءة هذا الأدب عالمياً من خلال ترجمة الروايات الفائزة والتي وصلت إلى القائمة القصيرة إلى لغات رئيسية أخرى ونشرها. بالإضافة إلى الجائزة السنوية، تدعم «الجائزة العالمية للرواية العربية» مبادرات ثقافية أخرى، وقد أُطلقت عام 2009 ندوتها الأولى (ورشة الكتّاب) لمجموعة من الكتّاب العرب الشباب الواعدين.
أطلقت الجائزة في عام 2007 في أبو ظبي بدولة الإمارات العربية المتحدة؛ ومقرها في لندن؛ وتُنظم بتمويل من دائرة الثقافة والسياحة – أبو ظبي وبرعاية من مؤسسة جائزة بوكر البريطانية. على الرغم من أن الجائزة غالبًا ما يشار إليها باسم «جائزة البوكر العربية» أو «النسخة العربية من جائزة البوكر العالمية» إلا أنهما مؤسستان منفصلتان ومستقلتان تمامًا، والجائزة العالمية للرواية العربية ليست لها أي علاقة بجائزة مان بوكر.
تُمنح الجائزة في مجال الرواية حصرًا، ويتم ترشيح قائمة طويلة يستخلص منها قائمة نهائية (قصيرة) من ست روايات لتتنافس فيما بينها على الجائزة. وتمنح الرواية الفائزة خمسين ألف دولار أمريكي، بالإضافة إلى عشرة آلاف دولار لكل رواية من الروايات الستة ضمن القائمة القصيرة.

## لجنة التحكيم
يقوم مجلس الأمناء سنويًا بتعيين لجنة تحكيم تتألف من خمسة أشخاص وهم نقّاد وروائيون وأكاديميون من العالم العربي وخارجه. يرشح الناشرون الأعمال التي تمّ نشرها من قبلهم خلال العام السابق. يقرأ أعضاء لجنة التحكيم كل الروايات المرشّحة (وقد يزيد عددها على مئة رواية)، ويقررون بالتوافق قائمة مرشحين طويلة وقائمة قصيرة وعمل فائز. من أجل ضمان نزاهة الجائزة التامة لا تُكشف هويات أعضاء لجنة التحكيم حتى موعد الإعلان عن القائمة النهائية.

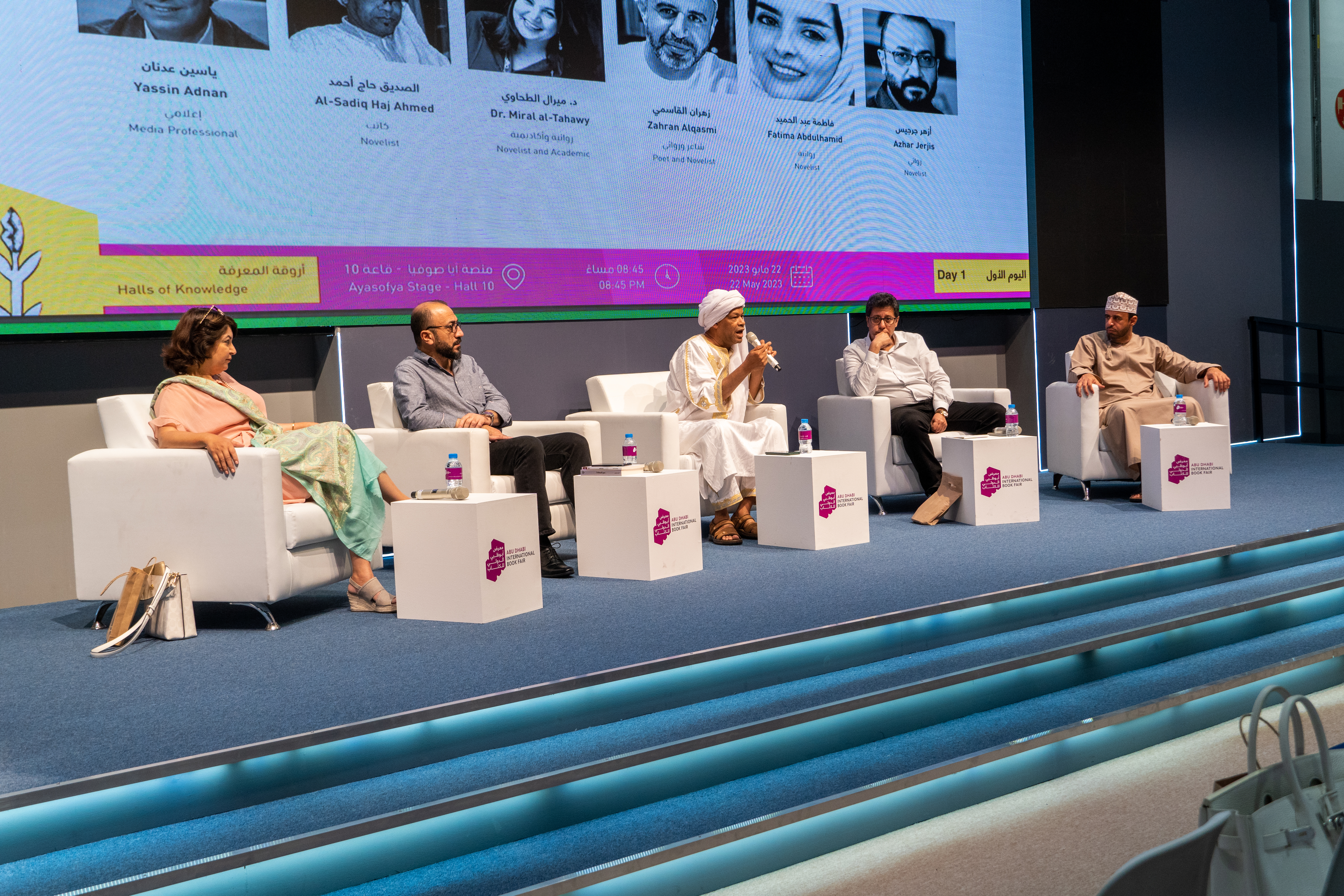
تكريم الكتاب المتميزين والفائزين بالجائزة العالمية للرواية العربية لعام 2023

## قيمة الجوائز
يتمّ إعلان الفائز في أبوظبي خلال فصل الربيع، في موعد يحدد عند إعلان القائمة القصيرة، ويحصل كل من المرشّحين الستّة النهائيين على 10,000 دولار، أمّا الفائز بالمرتبة الأولى فيفوز ب 50,000 دولار إضافية. ويحصد الكتّاب أيضا زيادةً في مبيعات كتبهم وإمكانية الوصول إلى جمهور أوسع من القرّاء عربيًا وعالميًا، فضلا عن تأمين ترجمة الكتاب الفائز والعديد من أعمال الكتّاب المرشّحين في القائمة النهائية.

## الروايات الفائزة
| السنة | الفائز                 | البلد             | الرواية                                     |
| ----- | ---------------------- | ----------------- | ------------------------------------------- |
| 2025  | محمد سمير ندا          | مصر               | صلاة القلق                                  |
| 2024  | باسم خندقجي            | فلسطين            | قناع بلون السماء                            |
| 2023  | زهران القاسمي          | عُمان              | تغريبة القافر                               |
| 2022  | محمد النعاس            | ليبيا             | خبز على طاولة الخال ميلاد                   |
| 2021  | جلال برجس              | الأردن            | دفاتر الوراق                                |
| 2020  | عبد الوهاب عيساوي      | الجزائر           | الديوان الإسبرطي                            |
| 2019  | هدى بركات              | لبنان             | بريد الليل                                  |
| 2018  | إبراهيم نصر الله       | الأردن            | حرب الكلب الثانية                           |
| 2017  | محمد حسن علوان         | السعودية          | موت صغير                                    |
| 2016  | ربعي المدهون           | فلسطين            | مصائر: كونشرتو الهولوكوست والنكبة           |
| 2015  | شكري المبخوت           | تونس              | الطلياني                                    |
| 2014  | أحمد سعداوي            | العراق            | فرانكشتاين في بغداد                         |
| 2013  | سعود السنعوسي          | الكويت            | ساق البامبو                                 |
| 2012  | ربيع جابر              | لبنان             | دروز بلغراد                                 |
| 2011  | محمد الأشعري رجاء عالم | المغرب · السعودية | القوس والفراشة - مناصفة طوق الحمام - مناصفة |
| 2010  | عبده خال               | السعودية          | ترمي بشرر                                   |
| 2009  | يوسف زيدان             | مصر               | عزازيل                                      |
| 2008  | بهاء طاهر              | مصر               | واحة الغروب                                 |

## الترشيحات

### 2025
فازت رواية "صلاة القلق" للكاتب محمد سمير ندا بالجائزة في دورتها لعام 2025، واختارت لجنة التحكيم الرواية الفائزة من بين 124 رواية ترشحت للجائزة باعتبارها أفضل روايات نُشرت بين يوليو 2023 ويونيو 2024. وضمت القائمة القصيرة لدورة عام 2025، بالإضافة إلى رواية صلاة القلق للكاتب محمد سمير ندا، روايات لأحمد فال الدين (موريتانيا)، وأزهر جرجيس (العراق)، وتيسير خلف (سوريا)، ورواية ميثاق النساء لحنين الصايغ (لبنان)، ونادية النجار (الإمارات).

### 2024
كشفت الجائزة العالمية للرواية العربية عن القائمة الطويلة لدورتها لعام 2024، والتي تضم 16 رواية. تنافست 133 رواية صادرة بين يوليو 2022 ويونيو 2023 على الجائزة، واختيرت القائمة الطويلة من قبل لجنة تحكيم تضم خمسة أعضاء. ترأس اللجنة الكاتب السوري نبيل سليمان، وضمت في عضويتها كلًا من: فرانتيشيك أوندراش، وحمور زيادة، ومحمد شعير وسونيا نمر.
وتنافست الأعمال الروائية التالية على نيل الجائزة:
| - رواية خاتم سليمى لريما بالي من سوريا. - رواية فومبى لبدرية البدرى من عمان. - رواية عين الحدأة لصالح الحمد من السعودية. - رواية قناع بلون السماء لباسم خنجقجى من فلسطين. - رواية الاصنام لامين الزاوى من الجزائر . - رواية سمعت كل شيء لسارة الصراف من العراق. - رواية الوجه الآخر للظل لرشيد الضغيف من لبنان. - رواية باهبل مكة Multiverse 1945-2009 لرجاء عالم من السعودية. | - رواية كل يوم تقريبا لمحمد عبد النبى من مصر. رواية دائرة التوابل لصالحة عبيد من الامارات. - رواية سماء القدس السابعة لأسامة العيسة من فلسطين. - رواية أخفى الهوى لدرة الفازع من تونس. - رواية مقامرة على شرف الليدى ميتسى لأحمد المرسى من مصر. - رواية عاصفة على الجزر لأحمد منور من الجزائر . - رواية الفسفسائى لعيسى ناصرى من المغرب. - «نهج الدباغين» للتونسي سفيان رجب، - رواية دائرة التوابل لصالحة عبيد من الامارات. |

القائمة القصيرة:
| دار دوّن              | مصر      | أحمد المرسي  | مقامرة على شرف الليدي ميتسي     |
| منشورات المتوسط      | فلسطين   | أسامة العيسة | سماء القدس السابعة              |
| دار الآداب           | فلسطين   | باسم خندقجي  | قناع بلون السماء                |
| دار التنوير - لبنان  | السعودية | رجاء عالم    | باهبل: مكة Multiverse 1945-2009 |
| تنمية للنشر والتوزيع | سوريا    | ريما بالي    | خاتم سليمى                      |
| منشورات ميسكلياني    | المغرب   | عيسى ناصري   | الفسيفسائي                      |

فازت رواية "قناع بلون السماء" للكاتب الفلسطيني باسم خندقجي بالجائزة . واختارت لجنة التحكيم الرواية من بين 133 رواية ترشحت للجائزة، باعتبارها أفضل رواية نُشرت بين تموز 2022 وحزيران 2023.

### 2023
أعلنت لجنة تحكيم الجائزة في 24 يناير 2023 عن القائمة الطويلة للروايات المرشحة لنيل الجائزة، وشملت القائمة 16 رواية لكتاب من 9 دول عربية، تتراوح أعمارهم بين الـ 40 و77 عام. وتنافست الأعمال الروائية التالية على نيل الجائزة:
| - "منا" للكاتب الصديق حاج أحمد-الجزائر - دار الدواية للنشر والتوزيع. - "صندوق الرمل" للكاتبة الليبية عائشة إبراهيم عن منشورات المتوسط - "الكل يقول أحبك" لمي التلمساني من مصر عن دار الشروق. - "ليلة واحدة تكفي" لقاسم توفيق من الأردن عن "الآن ناشرون وموزعون" - "حجر السعادة" لأزهر جرجيس من العراق عن دار الرافدين - "اسمي زيزفون" لسوسن جميل حسن من سوريا عن منشورات الربيع - "حاكمة القلعتين" للينا هويان الحسن من سوريا عن دار الآداب - "بيتنا الكبير" لربيعة ريحان من المغرب عن دار العين | - "كونشيرتو قورينا إدواردو" لنجوى بن شتوان، ليبيا- منشورات تكوين/العراق - "أيام الشمس المشرقة" لميرال الطحاوي من مصر عن دار العين - "الأفق الأعلى" فاطمة عبد الحميد - السعودية- منشورات ميسكلياني، الإمارات - "عصور دانيال في مدينة الخيوط" لأحمد عبد اللطيف من مصر، دار العين - "الأنتكخانة" لناصر عراق من مصر - دار الشروق - "بار ليالينا" لأحمد الفخراني من مصر عن دار الشروق - "تغريبة القافر" لزهران القاسمي من عمان - دار رشم - "معزوفة الأرنب" لمحمد الهرادي من المغرب عن منشورات المتوسط |

القائمة القصيرةː 
- "تغريبة القافر" (زهران القاسمي)[16]
- "حجر السعادة" (أزهر جرجيس)
- "كونشيرتو قورينا إدواردو" (نجوى بن شتوان)
- "منا" (الصديق حاج أحمد)
- "أيام الشمس المشرقة" (ميرال الطحاوي)
- "الأفق الأعلى" (فاطمة عبد الحميد)

### 2022
أُعلن يوم الأربعاء، 26 يناير 2022، عن القائمة الطويلة للروايات المرشّحة لنيل الجائزة لعام 2022، وضمت القائمة 16 رواية اختيرت من بين 122 رواية، ينتمي كتابها إلى تسعة بلدان عربية، نُشرت في الفترة ما بين الأوّل من تموز/يوليو 2020 والآخر من حزيران/يونيو 2021، وقد وصلت إلى القائمة الطويلة روايات لأربع كاتبات مثل القائمة الطويلة لعام 2021، في حين سجلت القائمة الطويلة لعام 2019 تسع كاتبات، في أعلى حصيلة من الكاتبات وهو رقم لم يُكسر منذ تلك الدورة. تتراوح أعمار الكُتّاب في دورة 2021 ما بين 30 و65 عامًا.
اختيرت القائمة الطويلة من قبل لجنة تحكيم مكوّنة من خمسة أعضاء، برئاسة شكري المبخوت وهو روائي وأكاديمي تونسي فاز بالجائزة لعام 2015 عن روايته الطلياني، وعضوية كل من: إيمان حميدان (كاتبة لبنانية، وعضو الهيئة الإدارية لنادي القلم العالمي)، بيان ريحانوفا (أستاذة الأدب العربي بجامعة صوفيا، بلغاريا)، عاشور الطويبي (طبيب، شاعر، ومترجم ليبي)، سعدية مفرح (شاعرة وناقدة كويتية).
أعلن في يوم الأحد، 22 مايو 2022، عن فوز رواية خبز على طاولة الخال ميلاد لمحمد النعاس الصادرة عن دار رشم للنشر والتوزيع بالجائزة العالمية للرواية العربية لعام 2022.
وتتألف كل من القائمتين الطويلة والقصيرة من الروايات التالية، ومشار إلى الرواية الفائز بالخط الغليظ، وهي مُدرجة حسب الترتيب الأبجدي للعناوين:
القائمة القصيرة:
| - أسير البرتغاليين (محسن الوكيلي) - خبز على طاولة الخال ميلاد (محمد النعاس) - الخط الأبيض من الليل (خالد النصر الله) | - دلشاد (بشرى خلفان) - ماكيت القاهرة (طارق إمام) - يوميات روز (ريم الكمالي) |

القائمة الطويلة:
| - البحث عن عازار (نزار آغري) - أم ميمي (بلال فضل) - أين اسمي؟ (ديمة الشكر) - حكاية فرح (عز الدين شكري فشير) - خادمات المقام (منى الشمري) | - رامبو الحبشي (حجي جابر) - زنقة الطليان (بومدين بلكبير) - المئذنة البيضاء (يعرب العيسى) - همس العقرب (محمد طوفيق) - الهنغاري (رشدي رضوان) |

### 2021
أُعلن يوم الاثنين، 1 مارس 2021، عن القائمة الطويلة للروايات المرشّحة لنيل الجائزة لعام 2021، وضمت القائمة 16 رواية اختيرت من بين 121 رواية، ينتمي كتابها إلى 11 بلدًا عربيًّا، نُشرت في الفترة ما بين الأوّل من تموز/يوليو 2019 والآخر من آب/أغسطس 2020، وقد وصلت إلى القائمة الطويلة روايات لأربع كاتبات بزيادة كاتبة عن القائمة الطويلة لعام 2020 التي ضمّت ثلاث كاتبات فقط، في حين سجلت القائمة الطويلة لعام 2019 تسع كاتبات، في أعلى حصيلة من الكاتبات وهو رقم لم يُكسر منذ تلك الدورة. تتراوح أعمار الكُتّاب في دورة 2021 ما بين 31 و75 عامًا.
اختيرت القائمة الطويلة من قبل لجنة تحكيم مكوّنة من خمسة أعضاء، برئاسة شوقي بزيع وهو شاعر وكاتب لبناني، وعضوية كل من: صفاء جبران (أكاديمية لبنانية، تشغل منصب أستاذة اللغة العربية والأدب العربي الحديث في جامعة ساو باولو، البرازيل)، عائشة سلطان (كاتبة وصحافية إماراتية)، علي المقري (كاتب يمني وصل مرتين إلى القائمة الطويلة للجائزة) محمد آيت حنا (كاتب ومترجم مغربي).
من بين قائمة الروائيين الستة عشر الذين وصلت أعمالهم إلى القائمة الطويلة، ثمة العديد من الأسماء المألوفة، من بينهم ثلاثة كتّاب سبق أن وصلوا إلى القائمة القصيرة للجائزة، هم: الحبيب السالمي (عن رواية «روائح ماري كلير في 2009 و»نساء البساتين في 2012)، منصورة عز الدين (عن رواية «وراء الفردوس» في 2010)، إضافة إلى ثلاثة كتّاب لم تتجاوز أعمالهم القائمة الطويلة وهم: جلال برجس (عن رواية «سيدات الحواس الخمس» في 2019)، حامد الناظر (عن رواية «نبوءة السقا» في 2016 ورواية «الطاووس الأسود» في 2018)، ومحسن الرملي (عن رواية «تمر الأصابع» في 2010 ورواية «حدائق الرئيس» في 2013).
هذا وشهدت دورة العام 2021 وصول عشرة كتاب للمرة الأولى إلى القائمة الطويلة وهم: أحمد زين، أميرة غنيم، دنيا ميخائيل، سارة النمس، عباس بيضون، عبد اللطيف ولد عبد الله، عبد الله آل عياف، عبد المجيد سباطة، عبد الله البصيص وعمارة لخوص.
يأتي كتّاب القائمة الطويلة من الأردن، تونس، الجزائر، السعودية، السودان، العراق، الكويت، لبنان، مصر، المغرب واليمن، وبدت حصة المغرب العربي منها سبع روايات، تحديدًا ثلاث روايات للجزائر، واثنتان لكل من تونس والمغرب.
وكانت لجنة تحكيم الجائزة العالمية للرواية العربية لعام 2020، قد كشفت عن القائمة القصيرة يوم الاثنين 29 مارس 2021، وذلك خلال مؤتمر صحفي بُث عبر الحساب الرسمي للجائزة على موقع التواصل الاجتماعي فيسبوك، حيث كشف شوقي بزيع، رئيس لجنة التحكيم، عن الروايات المرشحة بحضور منسقة الجائزة، فلور مونتانارو. كما عقد مؤتمر صحفي بُعيد الإعلان عن القائمة القصيرة، شارك فيه كل من شوقي بزيع وفلور مونتانارو وياسر سليمان، رئيس مجلس أمناء الجائزة، وأعضاء لجنة التحكيم.
تتضمن القائمة القصيرة لدورة الجائزة الرابعة عشرة نخبة من الكُتّاب تتراوح أعمارهم ما بين 31 و70 عامًا، ينتمون إلى كل من الأردن، تونس، الجزائر، العراق والمغرب. وقد وصل إلى القائمة القصيرة لهذا العام كاتبان سبق لهما أن ترشحا للجائزة (راجع البيانات أعلاه)، إضافة إلى أربعة كتاب يصلون للمرة الأولى للقائمين الطويلة والقصيرة، وهم كل من عبد المجيد سباطة، وعبد اللطيف ولد عبد الله، وأميرة غنيم، ودنيا ميخائيل.
حدّدت لجنة التحكيم لهذه الدورة تاريخ 25 مايو 2021 للإعلان عن الرواية الفائزة بالجائزة العالمية للرواية العربية في دورتها الرابعة عشرة، وقد أقامت فعالية افتراضية بُثت عبر الإنترنت بسبب جائحة فيروس كورونا، ليُعلن شوقي بزيع رئيس لجنة التحكيم في اليوم المحدد فوز رواية (دفاتر الوراق لجلال برجس) بالجائزة، والتي حصل جلال برجس بموجبها على جائزة نقدية بلغت قيمتها 50 ألف دولار أمريكي، بالإضافة إلى تمويل ترجمة روايته إلى اللغة الإنجليزية.
وتتألف القائمة الطويلة والقصيرة من الروايات التالية، وهي مُدرجة حسب الترتيب الأبجدي للعناوين:
القائمة القصيرة:
| - الاشتياق إلى الجارة (الحبيب السالمي) - دفاتر الوراق (جلال برجس) - عين حمورابي (عبد اللطيف ولد عبد الله) | - الملف 42 (عبد المجيد سباطة) - نازلة دار الأكابر (أميرة غنيم) - وشم الطائر (دنيا ميخائيل) |

القائمة الطويلة:
| - بساتين البصرة (منصورة عز الدين) - بنت دجلة (محسن الرملي) - جيم (سارة النمس) - حفرة إلى السماء (عبد الله آل عياف) - حياة الفراشات (يوسف فاضل) | - طير الليل (عمارة لخوص) - علب الرغبة (عباس بيضون) - عينان خضراوان (حامد الناظر) - فاكهة للغربان (أحمد زين) - قاف قاتل، سين سعيد (عبد الله البصيص) |

### 2020
أُعلن يوم الثلاثاء، 17 ديسمبر 2019، عن القائمة الطويلة للروايات المرشّحة لنيل الجائزة لعام 2019، وتشتمل القائمة على 16 رواية تم اختيارها من بين 128 رواية، ينتمي كتابها إلى تسعة بلدان عربيّة، نُشرت في الفترة ما بين تموز/يوليو 2018 وحزيران/يونيو 2019، وقد وصلت إلى القائمة الطويلة روايات لثلاث كاتبات فقط بخلاف قائمة العام السابق التي ضمت تسع كاتبات، وتتراوح أعمار الكُتّاب ما بين 34 و75 عامًا.
أُختيرت القائمة الطويلة من قبل لجنة تحكيم مكوّنة من خمسة أعضاء، برئاسة محسن جاسم الموسوي وهو ناقد عراقي وأستاذ الدراسات العربية والمقارنة في جامعة كولمبيا في نيويورك، بيار أبي صعب (ناقد وصحفي لبناني، ومؤسس صحيفة الأخبار اللبنانية)، فيكتوريا زاريتوفسكايا (أكاديمية وباحثة روسية)، أمين الزاوي (روائي وأكاديمي جزائري) وريم ماجد (إعلامية وصحفية مصرية). من بين قائمة الروائيين الستة عشر الذين وصلت أعمالهم إلى القائمة الطويلة، ثمة العديد من الأسماء المألوفة، من بينهم يوسف زيدان الفائز بالجائزة في الدورة الثانية عن رواية عزازيل، وثلاثة كتّاب سبق أن وصلوا إلى القائمة القصيرة للجائزة، هم: بشير مفتي (عن رواية «دمية النار» في 2012)، خالد خليفة (عن رواية «مديح الكراهية» في 2008 ورواية «لا سكاكين في مطابخ هذه المدينة» في 2014) وجبور الدويهي (عن رواية «مطر حزيران» في 2008 ورواية «شريد المنازل» في 2012، ورواية حي الأميركان التي لم تتجاوز القائمة الطويلة في عام 2015)، عدا عن كاتبين، سبق أن وصلت أعمالهم إلى القائمة الطويلة مسبقًا، هما: مقبول العلوي (عن رواية «فتنة جدة»، رُشِحت في 2011) وسمير قسيمي (عن رواية «يوم رائع للموت»، رُشِحت في 2010).
هذا وشهدت دورة العام 2020 وصول تسعة كتاب للمرة الأولى إلى القائمة الطويلة وهم: عائشة إبراهيم، حسن أوريد، سليم بركات، أزهر جرجيس، خليل الرز، سعيد خطيبي، عبد الوهاب عيساوي، محمد عيسى المؤدب وعالية ممدوح. يأتي كتّاب القائمة الطويلة من تونس، الجزائر، السعودية، سوريا، العراق، لبنان، ليبيا، مصر والمغرب، وبدت حصة المغرب العربي منها سبع روايات، تحديدًا أربع روايات للجزائر، وواحدة لكل من تونس، ليبيا والمغرب.
وكانت لجنة تحكيم الجائزة العالمية للرواية العربية لعام 2020، قد كشفت عن القائمة القصيرة يوم الثلاثاء 4 فبراير 2020، وذلك خلال مؤتمر صحفي عقدته في متحف حضارة الماء بمدينة مراكش في المغرب. يُشار إلى أن اللجنة كانت ستُعلن عن الرواية الفائزة في الدورة الثالثة عشرة، في احتفال كان من المُقرّر قيامه - كما جرت العادة - في أبوظبي، عشيّة افتتاح الدورة الثلاثين من معرض أبوظبي الدولي للكتاب، إلّا أن اللجنة كشفت في 31 مارس عن إلغاء الحفل بسبب جائحة فيروس كورونا، لتُعلن عن اسم الرواية الفائزة بالجائزة العالمية للرواية العربية في دورتها الثالثة عشرة عبر فيديو مصوّر بثته على الموقع الإلكتروني للجائزة في 14 أبريل 2020، وذلك عند الساعة 12:30 بتوقيت غرينيتش، حيث حازت رواية (الديوان الإسبرطي لعبد الوهاب عيساوي) على الجائزة. وتتألف القائمة الطويلة والقصيرة من الروايات التالية:
القائمة القصيرة:
| - التانكي (عالية ممدوح) - الحي الروسي (خليل الرز) - الديوان الإسبرطي (عبد الوهاب عيساوي) | - حطب سراييفو (سعيد خطيبي) - فردقان (يوسف زيدان) - ملك الهند (جبور الدويهي) |

القائمة الطويلة:
| - اختلاط المواسم (بشير مفتي) - التانكي (عالية ممدوح) - الحي الروسي (خليل الرز) - الديوان الإسبرطي (عبد الوهاب عيساوي) - النوم في حقل الكرز (أزهر جرجيس) - آخر أيام الباشا (رشا عدلي) - حرب الغزالة (عائشة إبراهيم (كاتبة)) - حطب سراييفو (سعيد خطيبي) | - حمام الذهب (محمد عيسى المؤدب) - رباط المتنبي (حسن أوريد) - سفر برلك (مقبول العلوي) - سلالم ترولار (سمير قسيمي) - فردقان (يوسف زيدان) - لم يصل عليهم أحد (خالد خليفة) - ماذا عن السيدة اليهودية راحيل؟ (سليم بركات) - ملك الهند (جبور الدويهي) |

### 2019
أُعلن يوم الاثنين، 7 يناير 2019، عن القائمة الطويلة للروايات المرشّحة لنيل الجائزة لعام 2019، وتشتمل القائمة على 16 رواية تم اختيارها من بين 134 رواية، ينتمي كتابها إلى تسعة بلدان عربيّة، نُشرت في الفترة ما بين تموز/يوليو 2017 وحزيران/يونيو 2018، وقد وصلت إلى القائمة الطويلة روايات لسبع كاتبات، وهو رقم قياسي في تاريخ الجائزة، إلى جانب روايات لتسعة كتاب، تتراوح أعمارهم بين 43 و79 عامًا.
أُختيرت القائمة الطويلة من قبل لجنة تحكيم مكوّنة من خمسة أعضاء، برئاسة شرف الدين ماجدولين (أكاديمي وناقد مغربي)، فوزية أبو خالد (شاعرة وكاتبة وأكاديمية سعودية)، زليخة أبو ريشة (شاعرة أردنية)، لطيف زيتوني (أكاديمي وناقد لبناني) وتشانغ هونغ يي (أكاديمية ومترجمة وباحثة صينية). من بين قائمة الروائيين الستة عشر الذين وصلت أعمالهم إلى القائمة الطويلة، ثمة العديد من الأسماء المألوفة، من بينهم ستة سبق أن وصلوا إلى القائمة القصيرة للجائزة، هم: أميمة الخميس (عن رواية «الوارفة»، مرشحة للقائمة الطويلة 2010)، هدى بركات (عن رواية «ملكوت هذه الأرض» مرشحة للقائمة الطويلة 2013)، وإنعام كجه جي (مرشحة للقائمة القصيرة مرتين عن رواية «الحفيدة الأميركية» 2009 و«طشّاري» 2014)، وواسيني الأعرج (مرشح ثلاث مرات للقائمة الطويلة عن رواية «البيت الأندلسي» 2011، و«أصابع لوليتا» 2013 و«رماد الشرق: الذئب الذي نبت في البراري» 2014، ومي منسّى (مرشحة للقائمة القصيرة عن رواية «أنتعل الغبار وأمشي» 2008)، والتي أشرفت في العام 2013 على «ندوة» الجائزة (ورشة إبداع)، وشهلا العجيلي (المرشحة للقائمة القصيرة عن رواية «سماء قريبة من بيتنا» 2016) والتي شاركت في «ندوة» عام 2014.
شهدت دورة العام 2019 من الجائزة وصول عشرة كتاب للمرة الأولى إلى القائمة الطويلة وهم: محمد أبي سمرا، وإيمان يحيى، وجلال برجس، وحجي جابر، ومبارك ربيع، وكفى الزعبي، والحبيب السائح، وعادل عصمت، ومحمد المعزوز، وميسلون هادي. وقد أعلن عن القائمة القصيرة يوم الثلاثاء 5 شباط/فبراير 2019، وذلك خلال مؤتمر صحفي عقد في المسرح الوطني الفلسطيني – الحكواتي في مدينة القدس، شارك فيه أربعة من أعضاء لجنة التحكيم عبر تطبيق الاتصال بالفيديو «سكايب»، وجاء الإعلان عن القائمة القصيرة من مدينة القدس في إطار «النهج السنوي للجائزة العالمية للرواية العربية باختيار مركزٍ يعبر عن المشهد الثقافي العربي كل عام لتعلن منه قائمتها القصيرة» بحسب وصف اللجنة القائمة على الجائزة. تضمنت القائمة القصيرة، الكتاب والروائيين هدى بركات، كفى الزعبي، شهلا العجيلي، عادل عصمت، إنعام كجه جي ومحمد المعزوز. ومن بين الكاتبات الأربع التي وصلن إلى المرحلة الأخيرة من الجائزة، تظهر أسماء ثلاث كاتبات سبق لهن الوصول إلى القائمتين الطويلة والقصيرة، هن: إنعام كجه جي، شهلا العجيلي وهي تعدُّ أصغر كُتّاب القائمة القصيرة سِنًا، وهُدى بركات. وتتنافس الكاتبات الثلاث على الفوز بالجائزة، كل من: عادل عصمت، الحائز على جائزة نجيب محفوظ للأدب في العام 2016 عن روايته حكايات يوسف تادرس التي تُرجِمت إلى الإنجليزية، والكاتب محمد المعزوز المُتخّصص في الأنثربولوجيا السياسية، وكفى الزعبي التي تنافس على الجائزة بروايتها الخامسة. ويعدُّ وصول أربعة كاتبات إلى القائمة القصيرة في هذه الدورة، سابقة في تاريخ الجائزة منذ انطلاقها في العام 2008، فلم يسبق أن تجاوز عدد الروائيات في المرحلة الأخيرة أكثر من روائيتين، حيث وصلت كاتبتان إليها في الأعوام 2011 و2015 و2018.
وأُعلن عن اسم الرواية الفائزة بالجائزة العالمية للرواية العربية في دورتها الثانية عشرة، في 24 أبريل 2019 (بريد الليل لهدى بركات) في احتفال أقيم في فندق باب البحر بمدينة أبوظبي، عشية افتتاح معرض أبوظبي الدولي للكتاب. وتتألف القائمة الطويلة والقصيرة من الروايات التالية:
القائمة القصيرة :
| - بأي ذنب رحلت؟ (محمد المعزوز) - بريد الليل (هدى بركات) - شمس بيضاء باردة (كفى الزعبي) | - صيف مع العدو (شهلا العجيلي) - النبيذة (إنعام كجه جى) - الوصايا (عادل عصمت) |

القائمة الطويلة :
| - أخوة محمد (ميسلون هادي) - أنا وحاييم (الحبيب السائح) - رغوة سوداء (حجي جابر) - الزوجة المكسيكية (إيمان يحيى) - سيدات الحواس الخمس (جلال برجس) | - غرب المتوسط (مبارك ربيع) - قتلت أمي لأحيا (مي منسى) - مسرى الغرانيق في مدن العقيق (أميمة عبد الله الخميس) - مي: ليالي إيزيس كوبيا (واسيني الأعرج) - نساء بلا أثر (محمد أبي سمرا) |

### 2018
أُعلن يوم الأربعاء، 17 يناير 2018، عن القائمة الطويلة للروايات المرشحة لنيل الجائزة لعام 2018، وتشتمل القائمة على 16 رواية تم اختيارها من بين 124 رواية، ينتمي كتابها إلى 14 بلدًا عربيًا، تم نشرها في الفترة ما بين تموز/يوليو 2016 وحزيران/يونيو 2017.
ومن بين الروائيين الـ16 الذين وصلت أعمالهم إلى القائمة الطويلة ثمة العديد من الأسماء المألوفة، من بينهم ثلاثة سبق أن وصلوا إلى القائمة القصيرة للجائزة، هم: الفلسطيني عاطف أبو سيف (عن رواية «حياة معلقة» 2015)، السوداني أمير تاج السر (عن رواية «صائد اليرقات» 2011) والأردني إبراهيم نصر الله (عن رواية «زمن الخيول البيضاء» 2009). وسبق أن ترشح تاج السر ونصر الله للقائمة الطويلة وأشرفا على ندوة الجائزة (ورشة إبداع للكتاب الناشئين الموهوبين)، بالإضافة إلى خمسة روائيين سبق وأن أُدرجوا على القائمة الطويلة، وهم: أنطوان الدويهي، وطالب الرفاعي، وأمين الزاوي، وفادي عزّام، وحامد الناظر. كما شهدت دوره هذا العام من الجائزة ظهور أسماء كتاب للمرة الأولى على القائمة الطويلة وهم: شهد الراوي، وليد الشرفا، أحمد عبد اللطيف، رشا عدلي، عزيز محمد، أمجد ناصر، ديمة ونّوس، حسين ياسين.
وتتألف لجنة التحكيم للعام 2018 من الأكاديمي الناقد الشاعر الروائي المسرحي الأردني إبراهيم السعافين (رئيس اللجنة)، والأكاديمية المترجمة الروائية الشاعرة الجزائرية إنعام بيوض، والكاتبة المترجمة السلوفينية باربرا سكوبيتس، والروائي القاص الفلسطيني محمود شقير، والكاتب الروائي السوداني الإنجليزي جمال محجوب.
وكانت «فلور مونتنارو» منسقة جائزة البوكر العالمية للرواية العربية، قالت في بيان سابق: «كما في كل الدورات السابقة، عدد الروايات لكتاب مصريين أكبر من عدد الكتاب من الدول أخرى، حيث ترشحت 34 رواية لمؤلفين مصريين، ما يعادل 27 بالمائة من كل الترشيحات، وبعدها جاءت 12 رواية لكتاب سوريين (9.6 بالمائة) و11 رواية (8.8 بالمائة) لكتاب من العراق»، وحول المشاركات النسائية، أشارت «مونتنارو» إلى: «مشاركة 30 كاتبة، ما يعادل 24 بالمائة من إجمالي عدد المشاركين، ما يعنى أن نسبة الكاتبات المشاركات ازداد عن العام الماضي، حيث كانت نسبة الكاتبات المشاركات بأعمال روائية، قدّرت بـ 20 بالمائة من ترشيحات العام 2017». وتم الإعلان عن اسم الرواية الفائزة في 24 أبريل (حرب الكلب الثانية) في احتفال أقيم عشية افتتاح معرض أبوظبي الدولي للكتاب. وتتألف القائمة الطويلة والقصيرة من الروايات التالية:
القائمة القصيرة :
| - الحالة الحرجة للمدعو ك. (عزيز محمد) - حرب الكلب الثانية (إبراهيم نصر الله) - الخائفون (ديمة ونوس) | - زهور تأكلها النار (أمير تاج السر) - ساعة بغداد (شهد الراوي) - وارث الشواهد (وليد الشرفا) |

القائمة الطويلة :
| - آخر الأراضي (أنطوان الدويهي) - بيت حدد (فادي عزام) - الحاجة كريستينا (عاطف أبو سيف) - حصن التراب (أحمد عبد اللطيف) - الساق فوق الساق (أمين الزاوي) | - شغف (رشا عدلي) - الطاووس الأسود (حامد الناظر) - علي: قصة رجل مستقيم (حسين ياسين) - النجدي (طالب الرفاعي) - هنا الوردة (أمجد ناصر) |

### 2017
في يوم الخميس 16 فبراير 2017 الإعلان عن القائمة القصيرة للروايات المرشّحة لنيل الجائزة في دورتها العاشرة. اشتملت القائمة على ست روايات، بمواضيع مختلفة: النكبة والتطهير العرقي في فلسطين، سيرة خاصة لابن العربي، سيرة فنّان وجانب من جوانب الاحتلال الأمريكي للعراق، جانب من جوانب الحرب الإيرانية العراقية، تاريخ العبودية في بلد من البلدان العربية، ورواية نقد سياسي تتناول حقوق الإنسان في مصر ونظام المحاكمات والسجن هناك.
يُشار إلى أن القائمة القصيرة للروايات الست، قد اُختيرت من بين الروايات الستة عشرة للقائمة الطويلة والتي كانت أُعلنت فيناير 2017، وهي القائمة التي اُختيرت من 186 رواية مرشحة للجائزة من 19 بلدًا، تم نشرها في الفترة ما بين تموز/يوليو 2015 وحزيران/يونيو 2016. ومن بين الروائيين الـ16 الذين وصلت أعمالهم إلى القائمة الطويلة ثمة العديد من الأسماء المألوفة، من بينهم ثلاثة سبق أن وصلوا إلى القائمة القصيرة للجائزة، هم: العراقي سنان أنطون، والسوداني أمير تاج السر، والسعودي محمد حسن علوان. وإلى جانب هؤلاء هناك خمسة آخرون سبق أن وصلت أعمالهم إلى القائمة الطويلة، هم: الكويتي إسماعيل فهد إسماعيل، والمغربي عبد الكريم جويطي، واللبنانيان رينيه الحايك وإلياس خوري، والمصري محمد عبد النبي. ويمثل المدرجون على القائمة عشرة بلدان على امتداد رقعة العالم العربي، وتتراوح أعمارهم ما بين 37 و76 عامًا. وقد اختيرت الروايات من قبل لجنة تحكيم مكونة من خمسة أعضاء برئاسة الروائية الفلسطينية سحر خليفة، والتي وصفت القائمة الطويلة بأنّها «تضم تنوعًا كبيرًا في الموضوعات والعوالم الروائية، فمنها التاريخي ومنها السياسي والاجتماعي والفنتازي»، مضيفة: أن «الروايات بمجملها تعبر عما يدور في العالم العربي من تفاعلات وصراعات وانتكاسات وأيضا آمال وأحلام». وتم الإعلان عن اسم الرواية الفائزة في 27 أبريل (موت صغير) في احتفال أقيم عشية افتتاح معرض أبوظبي الدولي للكتاب. وقد ضمّت القائمة الطويلة والقصيرة، الروايات التالية:
|  | منحت الجائزة في تاريخ: 25 أبريل، 2017 أعلنت القائمة القصيرة: 16 فبراير، 2017 سبق لهم الوصول للقائمة القصيرة: أديب واحد متوسط عمر أدباء القائمة القصيرة: - أعلنت القائمة الطويلة: 16 يناير، 2017 سبق لهم الوصول للقائمة الطويلة: 8 (منهم:3 وصلوا القصيرة) الكتّاب يتوزّعون على: 11 بلدًا (القصيرة: ستة بلدان) متوسط عمر أدباء القائمة الطويلة: - إجمالي الروايات المرشحة للجائزة: 186 (19 بلدًا) | موت صغير ( لمحمد حسن علوان) |  | المكان: أبوظبي الإمارات العربية المتحدة الحضور: - رئيس لجنة التحكيم: سحر خليفة |  |

| القائمة الطويلة: |                    |                  |  |
|                  |                    |                  |  |
|                  | أيام التراب        | زهير الهيتي      |  |
|                  | باولو              | يوسف رخا         |  |
|                  | سفاستيكا           | علي غدير         |  |
|                  | سنة الراديو        | رينيه الحايك     |  |
|                  | غرفة واحدة لا تكفي | سلطان العميمي    |  |
|                  | فهرس               | سنان أنطون       |  |
|                  | مذبحة الفلاسفة     | تيسير خلف        |  |
|                  | المغاربة           | عبد الكريم جويطي |  |
|                  | منتجع الساحرات     | أمير تاج السر    |  |
|                  | هوت ماروك          | ياسين عدنان      |  |

| القائمة القصيرة |                         |                     |  |
|                 |                         |                     |  |
|                 | أولاد الغيتو - اسمي آدم | إلياس خوري          |  |
|                 | زرايب العبيد            | نجوى بن شتوان       |  |
|                 | السبيليات               | إسماعيل فهد إسماعيل |  |
|                 | في غرفة العنكبوت        | محمد عبد النبي      |  |
|                 | مقتل بائع الكتب         | سعد محمد رحيم       |  |
|                 | موت صغير                | محمد حسن علوان      |  |

|  | أعضاء لجنة التحكيم : سحر الموجي * | سحر خليفة (رئيس لجنة التحكيم) * | صالح علماني * | صوفيا فاسالو * | فاطمة سالم الحاجي |

### 2016
تم في يوم 9 فبراير 2016 الإعلان عن القائمة القصيرة للروايات المرشّحة لنيل الجائزة العالمية للرواية العربية للعام 2016. اشتملت القائمة على ست روايات، برزت القضية الفلسطينية بشكل كامل أو جزئي في ثلاث منها، أخيرت واحدة منها لتفوز بالجائزة، في حين ناقشت كل الروايات مواضيع اجتماعية وسياسية عربية، وقد وصفت الروايات الست بأنّها «أعمال مهمة تمثل تجارب روائية حديثة منفتحة على حقول غير مطروقة سابقا تندمج فيها الذات الفردية والذات الجماعية». وهي تظهر في الجدول أدناه. وقد تم الإعلان عن الرواية الفائزة في يوم الثلاثاء 26 أبريل 2016. ويُشار أن القائمة القصيرة للروايات الست، قد اُختيرت من بين الروايات الستة عشرة للقائمة الطويلة والتي كانت أُعلنت في كانون الثاني/يناير 2016، وهي القائمة التي اُختيرت من 159 رواية مرشحة للجائزة من 18 بلدًا تم نشرها خلال الإثني عشر شهرًا السابقة. وقد ضمّت القائمة الطويلة والقصيرة، الروايات التالية:
|  | منحت الجائزة في تاريخ: 26 أبريل، 2016 أعلنت القائمة القصيرة: 9 فبراير، 2016 سبق لهم الوصول للقائمة القصيرة: - متوسط عمر أدباء القائمة القصيرة: - أعلنت القائمة الطويلة: 12 يناير، 2016 سبق لهم الوصول للقائمة الطويلة: - الكتّاب يتوزّعون على: عشرة بلدان (القصيرة: خمسة بلدان) متوسط عمر أدباء القائمة الطويلة: - إجمالي الروايات المرشحة للجائزة: 159 (18 بلدًا) | مصائر ( لربعي المدهون) |  | المكان: أبوظبي الإمارات العربية المتحدة الحضور: - رئيس لجنة التحكيم: أمينة ذيبان |  |

| القائمة الطويلة: |                    |                   |  |
|                  | أهل النخيل         | جنان جاسم حلاوي   |  |
|                  | ترانيم الغواية     | ليلى الأطرش       |  |
|                  | رسائل زمن العاصفة  | عبد النور مزين    |  |
|                  | في الهنا (اسْتُبْعِدَت) | طالب الرفاعي      |  |
|                  | كتيبة سوداء        | محمد المنسي قنديل |  |
|                  | معبد أنامل الحرير  | إبراهيم فرغلي     |  |
|                  | مياه متصحّرة        | حازم كمال الدين   |  |
|                  | نبوءة السقا        | حامد الناظر       |  |
|                  | نزوح مريم          | محمود حسن الجاسم  |  |
|                  | وارسو قبل قليل     | أحمد محسن         |  |

| القائمة القصيرة |                                   |              |  |
|                 |                                   |              |  |
|                 | حارس الموتى                       | جورج يرق     |  |
|                 | سماء قريبة من بيتنا               | شهلا العجيلي |  |
|                 | عطارد                             | محمد ربيع    |  |
|                 | مديح لنساء العائلة                | محمود شقير   |  |
|                 | مصائر: كونشرتو الهولوكوست والنكبة | ربعي المدهون |  |
|                 | نوميديا                           | طارق بكاري   |  |

|  | أعضاء لجنة التحكيم : أمينة ذيبان * | سيد محمود * | عبده وازن * | محمد مشبال * | منير مويتش |

### 2015
تم في يوم 13 فبراير 2015 الإعلان عن القائمة القصيرة للروايات المرشّحة لنيل الجائزة العالمية للرواية العربية للعام 2015. اشتملت القائمة على ست روايات، وغلب على الروايات الطابع المحلي. وقد تم الإعلان عن الرواية الفائزة في يوم الأربعاء 6 أيار 2015، ويُشار أن القائمة القصيرة للروايات الست قد اُختيرت من بين الروايات الست عشرة للقائمة الطويلة والتي كانت أُعلنت في كانون الأول 2015، وهي القائمة التي اختيرت من 180 رواية مرشحة للجائزة من 15 بلدا تم نشرها خلال الإثني عشر شهرا السابقة. وقد ضمّت القائمة الطويلة والقصيرة، الروايات التالية:
|  | منحت الجائزة في تاريخ: 6 مايو، 2015 أعلنت القائمة القصيرة: 13 فبراير، 2015 سبق لهم الوصول للقائمة القصيرة: - متوسط عمر أدباء القائمة القصيرة: - أعلنت القائمة الطويلة: 12 يناير، 2015 سبق لهم الوصول للقائمة الطويلة: - الكتّاب يتوزّعون على: عشرة بلدان (القصيرة: ستة بلدان) متوسط عمر أدباء القائمة الطويلة: - إجمالي الروايات المرشحة للجائزة: 180 (15 بلدًا) | الطلياني ( لشكري المبخوت) |  | المكان: أبوظبي الإمارات العربية المتحدة الحضور: - رئيس لجنة التحكيم: مريد البرغوثي |  |

| القائمة الطويلة: |                                   |                    |  |
|                  |                                   |                    |  |
|                  | ابنة سوسلوف                       | حبيب سروري         |  |
|                  | انحراف حاد                        | أشرف الخمايسي      |  |
|                  | بحجم حبة عنب                      | منى الشيمي         |  |
|                  | بعيدا من الضوضاء، قريبا من السكات | محمد برادة         |  |
|                  | جرافيت                            | هشام الخشن         |  |
|                  | حي الأميركان                      | جبور الدويهي       |  |
|                  | الراويات                          | مها حسن            |  |
|                  | ريام وكفى                         | هدية حسين          |  |
|                  | غريقة بحيرة موريه                 | أنطوان الدويهي     |  |
|                  | لا تقصص رؤياك                     | عبد الوهاب الحمادي |  |

| القائمة القصيرة |             |              |  |
|                 |             |              |  |
|                 | ألماس ونساء | لينا الحسن   |  |
|                 | حياة معلقة  | عاطف أبو سيف |  |
|                 | شوق الدرويش | حمور زيادة   |  |
|                 | طابق 99     | جنى الحسن    |  |
|                 | الطلياني    | شكري المبخوت |  |
|                 | ممر الصفصاف | أحمد المديني |  |

|  | أعضاء لجنة التحكيم : أيمن أحمد الدسوقي * | بروين حبيب * | كاورو ياماموتو * | مريد البرغوثي * | نجم عبد الله كاظم |

### 2014
تم الإعلان عن القائمة الطويلة في 7 يناير 2014 والتي ضمت 16 رواية تم اختيارها من بين 156 رواية ينتمي كتابها إلى 18 دولة عربية، جرى اختيار الروايات من قبل لجنة مكوّنة من خمسة محكّمين، ويوم الاثنين الموافق 10 فبراير بالأردن تم الكشف عن القائمة القصيرة التي ضمت ست روايات، وقد تم الإعلان عن الرواية الفائزة في يوم الثلاثاء 29 أبريل 2014. وقد وضمّت القائمة الطويلة والقصيرة، الروايات التالية:
|  | منحت الجائزة في تاريخ: 29 أبريل، 2014 أعلنت القائمة القصيرة: 10 فبراير، 2014 سبق لهم الوصول للقائمة القصيرة: - متوسط عمر أدباء القائمة القصيرة: - أعلنت القائمة الطويلة: 7 يناير، 2014 سبق لهم الوصول للقائمة الطويلة: - الكتّاب يتوزّعون على: عشرة بلدان (القصيرة: أربعة بلدان) متوسط عمر أدباء القائمة الطويلة: - إجمالي الروايات المرشحة للجائزة: 156 (18 بلدًا) | فرانكشتاين في بغداد ( لأحمد سعداوي) |  | المكان: أبوظبي الإمارات العربية المتحدة الحضور: - رئيس لجنة التحكيم: سعد البازعي |  |

| القائمة الطويلة: |                             |                     |  |
|                  |                             |                     |  |
|                  | 366                         | أمير تاج السر       |  |
|                  | الإسكندرية في غيمة          | إبراهيم عبد المجيد  |  |
|                  | حامل الوردة الأرجوانية      | أنطوان الدويهي      |  |
|                  | الذئب الذي نبت في البراري   | واسيني الأعرج       |  |
|                  | شرفة الهاوية                | إبراهيم نصر الله    |  |
|                  | غراميات شارع الأعشى         | بدرية البشر         |  |
|                  | في حضرة العنقاء والخل الوفي | إسماعيل فهد إسماعيل |  |
|                  | ليل علي بابا الحزين         | عبد الخالق الركابي  |  |
|                  | منافي الرب                  | أشرف الخمايسي       |  |
|                  | موسم صيد الزنجور            | إسماعيل غزالي       |  |

| القائمة القصيرة |                                |                   |  |
|                 |                                |                   |  |
|                 | تغريبة العبدي                  | عبد الرحيم لحبيبي |  |
|                 | طائر أزرق نادر يحلق معي        | يوسف فاضل         |  |
|                 | طشاري                          | إنعام كجه جى      |  |
|                 | فرانكشتاين في بغداد            | أحمد سعداوي       |  |
|                 | الفيل الأزرق                   | أحمد مراد         |  |
|                 | لا سكاكين في مطابخ هذه المدينة | خالد خليفة        |  |

|  | أعضاء لجنة التحكيم : زهور كرّام * | سعد البازعي * | عبد الله إبراهيم * | محمد حقي صوتشين (مُسْتعرب) |

### 2013
أعلن عن القائمة القصيرة وتضم ست روايات في تونس في يناير 2013، وأعلن الفائز في أبوظبي في 23 أبريل 2013 وهو الروائي الكويتي سعود السنعوسي عن روايته ساق البامبو وهي تسجل كأول جائزة لدولة الكويت. وضمّت القائمة الطويلة والقصيرة، الروايات التالية:
|  | منحت الجائزة في تاريخ: 23 أبريل، 2013 أعلنت القائمة القصيرة: 9 يناير، 2013 سبق لهم الوصول للقائمة القصيرة: - متوسط عمر أدباء القائمة القصيرة: - أعلنت القائمة الطويلة: 6 يناير، 2012 سبق لهم الوصول للقائمة الطويلة: - الكتّاب يتوزّعون على: تسعة بلدان (القصيرة: ستة بلدان) متوسط عمر أدباء القائمة الطويلة: - إجمالي الروايات المرشحة للجائزة: 133 (15 بلدًا) | ساق البامبو ( لسعود السنعوسي) |  | المكان: أبوظبي الإمارات العربية المتحدة الحضور: - رئيس لجنة التحكيم: جلال أمين |  |

| القائمة الطويلة: |                      |                  |  |
|                  |                      |                  |  |
|                  | أصابع لوليتا         | واسيني الأعرج    |  |
|                  | تويا                 | أشرف العشماوي    |  |
|                  | حادي التيوس          | أمين الزاوي      |  |
|                  | حدائق الرئيس         | محسن الرملي      |  |
|                  | رجوع الشيخ           | محمد عبد النبي   |  |
|                  | سينالكول             | إلياس خوري       |  |
|                  | طيور الهوليداي إن    | ربيع جابر        |  |
|                  | قناديل ملك الجليل    | إبراهيم نصر الله |  |
|                  | ملكوت هذه الأرض      | هدى بركات        |  |
|                  | يافا تعد قهوة الصباح | أنور حامد        |  |

| القائمة القصيرة |                     |                |  |
|                 |                     |                |  |
|                 | أنا، هي والأخريات   | جنى الحسن      |  |
|                 | ساق البامبو         | سعود السنعوسي  |  |
|                 | سعادته السيد الوزير | حسين الواد     |  |
|                 | القندس              | محمد حسن علوان |  |
|                 | مولانا              | إبراهيم عيسى   |  |
|                 | يا مريم             | سنان أنطون     |  |

|  | أعضاء لجنة التحكيم : بربارا ميخالك-بيكولسكا * | جلال أمين * | زاهية إسماعيل الصالحي * | صبحي البستاني * | علي فرزات |

### 2012
في 10 نوفمبر 2011 أعلنت لجنة التحكيم عن القائمة القصيرة التي تتنافس على الجائزة في دورة العام 2012 وتضم 13 رواية، تم اختيارها من بين 101 رواية مشاركة من 15 بلدًا. وصل سبعة مؤلفات إلى لائحة الستة عشر، وهو الرقم الأعلى في تاريخ الجائزة. تمحورت الأعمال حور التطرّف الديني، النزاعات السياسية والاجتماعية، وكفاح النساء. وضمّت القائمة الطويلة والقصيرة، الروايات التالية:
|  | منحت الجائزة في تاريخ: 27 مارس، 2012 أعلنت القائمة القصيرة: 11 يناير، 2012 سبق لهم الوصول للقائمة القصيرة: - متوسط عمر أدباء القائمة القصيرة: - أعلنت القائمة الطويلة: 10 نوفمبر، 2011 سبق لهم الوصول للقائمة الطويلة: - الكتّاب يتوزّعون على: سبعة بلدان (القصيرة: أربعة بلدان) متوسط عمر أدباء القائمة الطويلة: - إجمالي الروايات المرشحة للجائزة: 101 (15 بلدًا) | دروز بلغراد ( لربيع جابر) |  | المكان: أبوظبي الإمارات العربية المتحدة الحضور: - رئيس لجنة التحكيم: جورج طرابيشي |  |

| القائمة الطويلة: |                               |               |  |
|                  |                               |               |  |
|                  | تبليط البحر                   | رشيد الضعيف   |  |
|                  | تحت سماء كوبنهاغن             | حوراء النداوي |  |
|                  | حقائب الذاكرة                 | شربل قطّان     |  |
|                  | رحلة خير الدين بن زرد العجيبة | إبراهيم زعرور |  |
|                  | سرمدة                         | فادي عزام     |  |
|                  | كائنات الحزن الليلية          | محمد الرفاعي  |  |
|                  | النبطي                        | يوسف زيدان    |  |

| القائمة القصيرة |                      |                    |  |
|                 |                      |                    |  |
|                 | دروز بلغراد          | ربيع جابر          |  |
|                 | دمية النار           | بشير مفتي          |  |
|                 | شريد المنازل         | جبور الدويهي       |  |
|                 | العاطل               | ناصر عراق          |  |
|                 | عناق عند جسر بروكلين | عز الدين شكري فشير |  |
|                 | نساء البساتين        | الحبيب السالمي     |  |

|  | أعضاء لجنة التحكيم : جورج طرابيشي * | غونزالو فرناندز * | مودي بيطار * | هدى الصدة * | هدى النعيمي |

### 2011
اختارت لجنة التحكيم لائحة من 16 عنوان من أصل 123 ترشيحا من 17 بلدًا، تضمنت لأول مرة أفغانستان. أكبر عدد من الترشيحات جاء من مصر، وقد شهد عدد الكتب المتقدِّمة للجائزة ارتفاعا مقارنة بالسنة السابقة، حين تقدّم 118 عملا من 17 بلدًا. 29% من الكتب جاءت بأقلام نساء، مقارنة بـ16% في سنة 2010. وقد فاز بالجائزة مناصفة كل من رجاء عالم ومحمد الأشعري.
|  | منحت الجائزة في تاريخ: 14 مارس، 2011 أعلنت القائمة القصيرة: 9 ديسمبر، 2010 سبق لهم الوصول للقائمة القصيرة: - متوسط عمر أدباء القائمة القصيرة: - أعلنت القائمة الطويلة: 11 نوفمبر، 2010 سبق لهم الوصول للقائمة الطويلة: - الكتّاب يتوزّعون على: تسعة بلدان (القصيرة: أربعة بلدان) متوسط عمر أدباء القائمة الطويلة: - إجمالي الروايات المرشحة للجائزة: 123 (17 بلدًا، من بينها: أفغانستان) | طوق الحمام مناصفة مع القوس والفراشة ( لرجاء عالم) * ( لمحمد الأشعري) |  | المكان: أبوظبي الإمارات العربية المتحدة الحضور: - رئيس لجنة التحكيم: فاضل العزاوي |  |

| القائمة الطويلة: |                 |               |  |
|                  |                 |               |  |
|                  | إستاسيا         | خيري شلبي     |  |
|                  | البيت الأندلسي  | واسيني الأعرج |  |
|                  | جنود الله       | فواز حدّاد     |  |
|                  | حبل سرّي         | مها حسن       |  |
|                  | حياة قصيرة      | رينيه الحايك  |  |
|                  | الخطايا الشائعة | فاتن المرّ     |  |
|                  | عين الشمس       | ابتسام تريسي  |  |
|                  | فتنة جدة        | مقبول العلوي  |  |
|                  | نساء الريح      | رزان المغربي  |  |
|                  | اليهودي الحالي  | علي المقري    |  |

| القائمة القصيرة |                |               |  |
|                 |                |               |  |
|                 | بروكلين هايتس  | ميرال الطحاوي |  |
|                 | رقصة شرقية     | خالد البري    |  |
|                 | صائد اليرقات   | أمير تاج السر |  |
|                 | طوق الحمام     | رجاء عالم     |  |
|                 | القوس والفراشة | محمد الأشعري  |  |
|                 | معذّبتي         | بنسالم حميش   |  |

|  | أعضاء لجنة التحكيم : أمجد ناصر * | إيزابيلا كاميرا دافليتّو (مُستعربة) * | سعيد يقطين * | فاضل العزاوي * | منيرة الفاضل |

### 2010
في 16 ديسمبر 2009م تم الإعلان عن القائمة النهائية للروايات المرشحة للجائزة التي أختيرت من ضمن 115 عمل روائي من 17 دولة عربية. على أن يعلن اسم الفائز في حفل توزيع الجوائز في أبوظبي 2 مارس 2010 م. وشملت القائمة الطويلة والقصيرة الروايات التالية:
|  | منحت الجائزة في تاريخ: 2 مارس، 2010 أعلنت القائمة القصيرة: 15 ديسمبر، 2009 سبق لهم الوصول للقائمة القصيرة: - متوسط عمر أدباء القائمة القصيرة: - أعلنت القائمة الطويلة: 19 نوفمبر، 2009 سبق لهم الوصول للقائمة الطويلة: - الكتّاب يتوزّعون على: ثماني (القصيرة: خمسة بلدان) متوسط عمر أدباء القائمة الطويلة: - إجمالي الروايات المرشحة للجائزة: 115 (17 بلدًا) | ترمي بشرر ( لعبده خال) |  | المكان: أبوظبي الإمارات العربية المتحدة الحضور: - رئيس لجنة التحكيم: طالب الرفاعي |  |

| القائمة الطويلة: |                    |                |  |
|                  |                    |                |  |
|                  | اسمه الغرام        | علوية صبح      |  |
|                  | أصل وفصل           | سحر خليفة      |  |
|                  | تمر الأصابع        | محسن الرملي    |  |
|                  | حرّاس الهواء        | روزا ياسين حسن |  |
|                  | شارع العطايف       | عبد الله بخيت  |  |
|                  | مائة وثمانون غروبا | حسن داوود      |  |
|                  | ملوك الرمال        | علي بدر        |  |
|                  | من يؤنس السيدة؟    | محمود الريماوي |  |
|                  | الوارفة            | أميمة الخميس   |  |
|                  | يوم رائع للموت     | سمير قسيمي     |  |

| القائمة القصيرة |                         |                   |  |
|                 |                         |                   |  |
|                 | أميركا                  | ربيع جابر         |  |
|                 | ترمي بشرر               | عبده خال          |  |
|                 | السيدة من تل أبيب       | ربعي المدهون      |  |
|                 | عندما تشيخ الذئاب       | جمال ناجي         |  |
|                 | وراء الفردوس            | منصورة عز الدين   |  |
|                 | يوم غائم في البر الغربي | محمد المنسي قنديل |  |

|  | أعضاء لجنة التحكيم : رجاء بن سلامة * | سيف الرحبي * | شيرين أبو النجا (انسحبت) * | طالب الرفاعي * | فريدريك لاغرنج |

### 2009
ذهبت الجائزة في الدورة الثانية عام 2009م إلى رواية «عزازيل» للروائي والباحث المصري يوسف زيدان. وكان قد تم الإعلان عن الروايات الست المرشحة للجائزة العالمية للرواية العربية، بالإضافة إلى أسماء أعضاء هيئة التحكيم خلال مؤتمر صحافي عقد في لندن في 10 ديسمبر 2008، وذلك بعد قراءة ومناقشة مستفيضة لقائمة طويلة من الروايات المشاركة، التي زادت على 121 رواية منشورة باللغة العربية من 16 دولة. وشملت القائمة الطويلة والقصيرة، الروايات التالية:
|  | منحت الجائزة في تاريخ: 16 مارس، 2010 أعلنت القائمة القصيرة: 10 ديسمبر، 2009 سبق لهم الوصول للقائمة القصيرة: - متوسط عمر أدباء القائمة القصيرة: - أعلنت القائمة الطويلة: 28 ديسمبر، 2008 سبق لهم الوصول للقائمة الطويلة: - الكتّاب يتوزّعون على: عشرة بلدان (القصيرة: خمسة بلدان) متوسط عمر أدباء القائمة الطويلة: - إجمالي الروايات المرشحة للجائزة: 121 (16 بلدًا) | عزازيل ( ليوسف زيدان) |  | المكان: أبوظبي الإمارات العربية المتحدة الحضور: - رئيس لجنة التحكيم: يُمنى العيد |  |

| القائمة الطويلة: |                      |                    |  |
|                  |                      |                    |  |
|                  | الاعترافات           | ربيع جابر          |  |
|                  | حارس التبغ           | علي بدر            |  |
|                  | صلاة من أجل العائلة  | رينيه الحايك       |  |
|                  | طعم أسود رائحة سوداء | علي المقري         |  |
|                  | غرفة العناية المركزة | عز الدين شكري فشير |  |
|                  | القمقم والجني        | محمد أبو معتوق     |  |
|                  | كتيبة الخراب         | عبد الكريم جويطي   |  |
|                  | ماء السماء           | يحيى يخلف          |  |
|                  | هذا الأندلسي         | بنسالم حميش        |  |
|                  | الورم                | إبراهيم الكوني     |  |

| القائمة القصيرة |                    |                  |  |
|                 |                    |                  |  |
|                 | جوع                | محمد البساطي     |  |
|                 | الحفيدة الأميركية  | إنعام كجه جى     |  |
|                 | روائح ماري كلير    | الحبيب السالمي   |  |
|                 | زمن الخيول البيضاء | إبراهيم نصر الله |  |
|                 | عزازيل             | يوسف زيدان       |  |
|                 | المترجم الخائن     | فواز حداد        |  |

|  | أعضاء لجنة التحكيم : رشيد العناني * | فخري صالح * | محمد المرّ * | هارتموت فندريش (مُستعرب) * | يمنى العيد |

### 2008
ذهبت الجائزة في دورتها الأولى عام 2008م إلى رواية واحة الغروب للروائي المصري بهاء طاهر. وكان قد تم الإعلان عن الروايات الست المرشحة للجائزة العالمية للرواية العربية، وذلك بعد قراءة ومناقشة مستفيضة لقائمة طويلة من الروايات المشاركة، التي زادت على 121 رواية منشورة باللغة العربية من 16 دولة. وشملت الروايات الست:
|  | منحت الجائزة في تاريخ: 10 مارس، 2008 أعلنت القائمة القصيرة: 28 يناير، 2008 سبق لهم الوصول للقائمة القصيرة: - متوسط عمر أدباء القائمة القصيرة: - أعلنت القائمة الطويلة: 16 رواية لم يُعلن عنها سبق لهم الوصول للقائمة الطويلة: - الكتّاب يتوزّعون على: 18 (القصيرة: أربع دول) متوسط عمر أدباء القائمة الطويلة: - إجمالي الروايات المرشحة للجائزة: 145 أو 131 | واحة الغروب ( لبهاء طاهر) |  | المكان: أبوظبي الإمارات العربية المتحدة الحضور: - رئيس لجنة التحكيم: صموئيل شمعون |  |

| القائمة الطويلة:                                       |  |
|                                                        |  |
| 16 رواية دخلت القائمة في هذه الدورة، لكن لم يعلن عنها. |  |

| القائمة القصيرة |                    |              |  |
|                 |                    |              |  |
|                 | أرض اليمبوس        | إلياس فركوح  |  |
|                 | أنتعل الغبار وأمشي | مي منسى      |  |
|                 | تغريدة البجعة      | مكاوي سعيد   |  |
|                 | مديح الكراهية      | خالد خليفة   |  |
|                 | مطر حزيران         | جبور الدويهي |  |
|                 | واحة الغروب        | بهاء طاهر    |  |

|  | أعضاء لجنة التحكيم : بول ستاركي * | صموئيل شمعون * | غالية قبّاني * | فيصل درّاج * | محمد برادة * | محمد بنيس |